# 宮崎友太郎

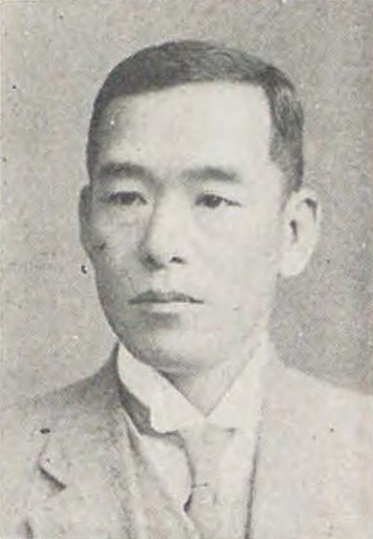
宮崎友太郎

宮崎 友太郎（みやさき ともたろう、1868年9月23日（明治元年8月8日） - 1929年（昭和4年）12月18日）は、明治から昭和時代初期の政治家、実業家、銀行家。衆議院議員（2期）。

## 経歴
駿河国有渡郡弥勒町（静岡県有渡郡大里村、安倍郡大里村、静岡市を経て現静岡市葵区）出身。宮崎安七郎の長男として生まれ、1898年（明治31年）3月、家督を相続する。静岡中学、専修学校に学び、大里村会議員、所得税調査委員、安倍川水害予防組合議員を務める。
財界では、静岡実業銀行常務取締役、静岡印刷取締役、静岡米穀株式取引所、東海瓦斯、静岡軽便鉄道監査役、富士電気工業、銅山川電力、東洋醸造各取締役、静岡瓦斯監査役、駿河銀行取締役、静岡漁業監査役、静岡貯蓄銀行、吉野水電興業、此花商事各取締役などを歴任した。
1920年（大正9年）5月の第14回衆議院議員総選挙では静岡県第3区から立憲政友会所属で出馬し当選。つづく第15回総選挙でも当選し、衆議院議員を2期務めた。

## 親族
- 義弟：宮崎通之助（妻きぬ弟、内務・警察官僚、官選愛媛県知事、静岡市長）[2][5]